# Cyrus Pitt Grosvenor
Cyrus Pitt Grosvenor (Grafton, 18 ottobre 1792 – Albion, 11 febbraio 1879) è stato un religioso e inventore statunitense.
Pastore battista noto per le sue posizioni abolizioniste, una volta ritiratosi a vita privata, lavorò ad un famoso problema matematico e brevettò un sistema per impedire le esplosioni delle lampade.

## Biografia
Cyrus Pitt Grosvenor nacque a Grafton, Massachusetts. Si laureò presso il Dartmouth College in 1815. Fu pastore delle congregazioni di New Haven, Salem e Boston (1827–40) dal 1825 al 1834. Grosvenor fu uno dei capi del movimento abolizionista in Massachusetts e Connecticut, ed un esponente della Società americana contro la schiavitù (American Anti-Slavery Society). Il primo congresso della società contro la schiavitù della contea di Essex si tenne a casa sua.
Grosvenor ed Elon Galusha erano, all'epoca, i due principali pastori battisti che si opponevano alla schiavitù. Grosvenor propose la fondazione del partito antischiavista Liberty Party.
Nel 1840 partecipò alla World Anti-Slavery Convention, dove venne incluso nel dipinto commemorativo fatto da Benjamin Haydon, seppure il volto di Grosvenor sia messo in ombra da Galusha ed Henry Sterry. La delegazione dal Massachusetts includeva Galusha, George Bradburn, Lydia Maria Child, Harriet Martineau, William Lloyd Garrison, Wendell Phillips e Maria Weston Chapman. In quello stesso anno, Grosvenor pubblicò un libro in cui analizzava la pretesa di giustificare la schiavitù con la Bibbia.
Grosvenor fu l'editore fondatore della rivista Baptist Anti-Slavery Correspondent, pubblicata per la prima volta nel febbraio del 1841 a Worcester, nello Stato del Massachusetts.
Nel 1844, Grosvenor promosse la costituzione dell'American Missionary Society, la società missionaria americana. Fu deluso dal fatto che conduttori della chiesa battista fossero riluttanti ad espellere dalle chiese persone coinvolte nella schiavitù. Egli decise che occorreva una nuova organizzazione per prendere una posizione etica più forte. 
Grosvenor sposò Sarah Warner dalla quale ebbe tre figli, ma di questi soltanto Sarah Caroline Grosvenor sopravvisse alla maggiore età. Sarah sposò il pastore battista Austin Harman nel 1852. Quando la famiglia Harman si trasferì nella Contea di Allegan, in Michigan, Grosvenor e la moglie li seguirono. Grosvenor aveva lasciato la cattedra universitaria lo stesso anno delle nozze della figlia. Nel 1856, Grosvenor perse sua moglie.

## Scienza
Nel 1867 Grosvenor chiese di brevettare una sua idea per impedire l'esplosione delle lampade, usando un serbatoio di azoto. L'anno dopo Grosvenor pubblicò una ricerca di matematica sul problema della quadratura del cerchio. Trattasi di un antico problema che può essere formulato, semplificando, nei seguenti termini: "è possibile costruire un quadrato con la stessa area di un dato cerchio utilizzando soltanto un compasso ed una squadra?". Grosvenor descrisse un metodo in un opuscolo dal titolo The circle squared (il cerchio al quadrato), un metodo per determinare l'area di un cerchio al quadrato, che dava, come risultato, un valore per π (Pi) pari a 3.142135… (Pi è 3.14159…).
Ciò produceva un piccolo, seppur reale, errore. Il successo del metodo fu misurato dal fatto che l'errore era solo 0.000543 Fu successivamente (nel 1882) dimostrato che non v'è alcun preciso metodo geometrico per la quadratura del cerchio.
Grosvenor morì ad Albion, Michigan nel 1879 e fu sepolto nel cimitero di Riverside.